# Sonnenberg (Wiesbaden)
Sonnenberg est un quartier de la ville de Wiesbaden en Allemagne.
Ancienne municipalité autonome elle fut intégrée le 28 octobre 1926 à Wiesbaden. Sonnenberg était protégé par un château fort.

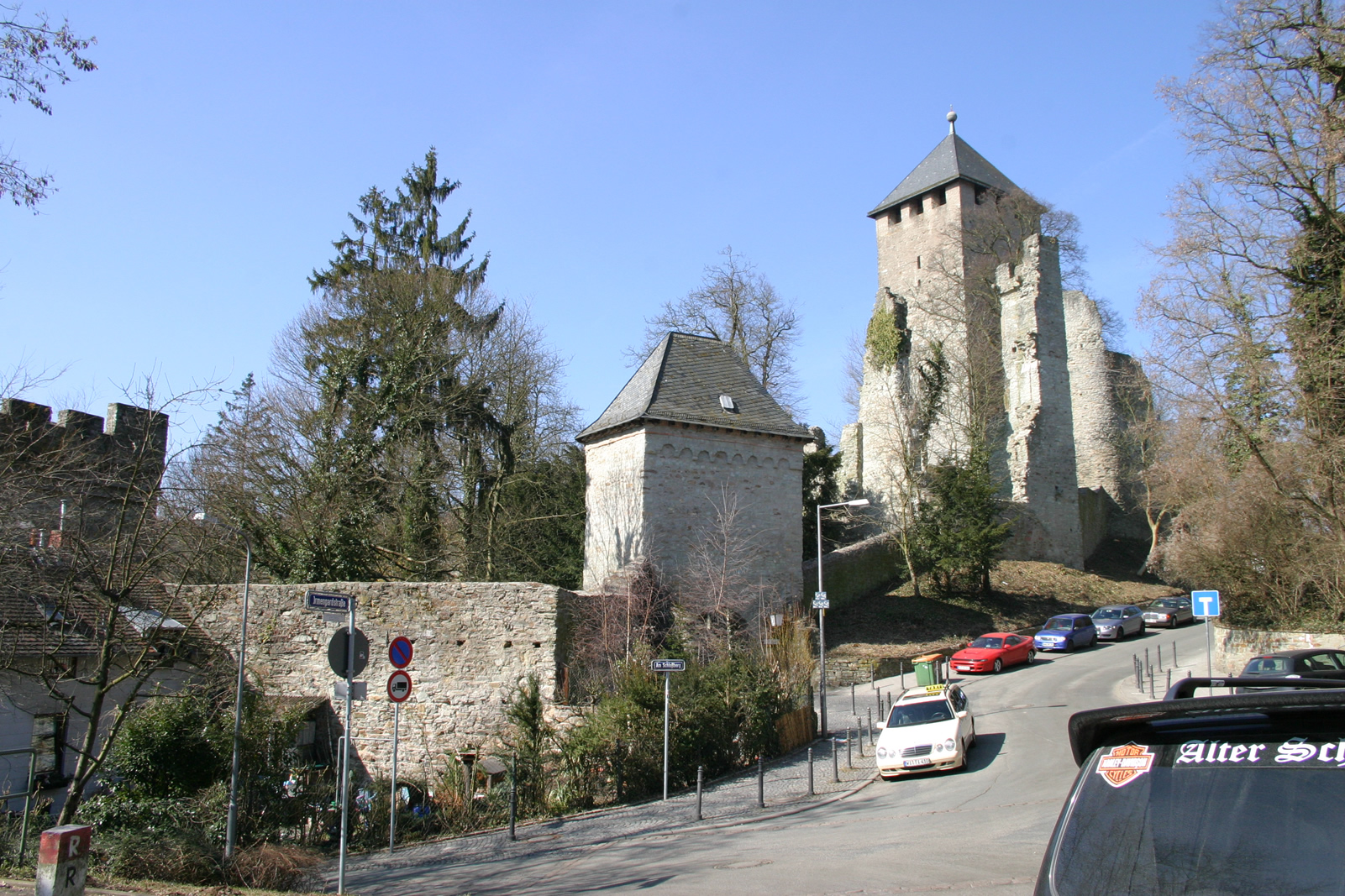
Le château.